# Лойферман, Евгений Михайлович
Евгений Михайлович Лойферман (род. 7 августа 1970) — советский и российский хоккеист, вратарь. Мастер спорта СССР. Хоккейный функционер.

## Биография
Научился кататься на коньках в 13 лет. Играл в дворовой команде «Юность», в составе которой выигрывал первенства района и города. Занимался многими видами спорта, в восемь лет стал заниматься в детской спортивной школе у Сергея Левашова. Дебютировал за «Ижсталь» 12 ноября 1987 года в матче чемпионата СССР против ЦСКА в начале второго периода при счете 1:6, пропустил пять шайб. Во время прохождения армейской службы играл за СКА Свердловск (1989/90) и «Металлург» Серов (1990/91). Отыграв сезон в «Ижстали», в 1992 году с рядом хоккеистов перешёл в омский «Авангард», где провёл два года. Выступал за «Автомобилист» Екатеринбург (1994/95), «Металлург» Магнитогорск (1995/96 — 1996/97), ЦСК ВВС Самара (1997/98 — 1999/2000). Завершил карьеру из-за травм.
Окончил Сибирский государственный университет физической культуры и спорта.
Работал помощником экспедитора, затем на руководящих должностях в ООО «Айкай», ООО «Уральская управляющая компания», ООО «Гастроном».
В январе 2020 года стал председателем федерации хоккея Удмуртии, в марте 2020 года — исполнительным директором ХК «Ижсталь». В июле 2022 года был также назначен директором ХК «Прогресс» Глазов.